# Fernando Echávarri
Fernando Echávarri Erasum (ur. 13 sierpnia 1972 w Santanderze) – hiszpański żeglarz sportowy. Złoty medalista olimpijski z Pekinu.
Startował w klasie Tornado. Brał udział w dwóch igrzyskach (IO 04, IO 08). Triumfował w 2008, cztery lata wcześniej był ósmy. Podczas obu startów partnerował mu Antón Paz Blanco. W 2005 obaj zostali wybrani żeglarzami roku przez ISAF. W 2005 i 2007 był złotym medalistą mistrzostw świata, zostawał mistrzem Europy (2005). Wielokrotnie zostawał mistrzem kraju.